# Jean-Paul L'Allier
Pour les articles homonymes, voir L'Allier.
Jean-Paul L'Allier, né le 12 août 1938 à Hudson et mort le 5 janvier 2016 à Québec, fut un homme politique et diplomate québécois. Il a été ministre des Communications dans le premier gouvernement de Robert Bourassa, délégué général du Québec à Bruxelles de 1981 à 1984, maire de Québec, de 1989 à 2005 et président du Conseil de l'Ordre national du Québec en 2013 et 2014.

## Biographie

### Origines
Jean-Paul L'Allier fit des études en droit et en sciences politiques à l'Université de Montréal puis à l'Université d'Ottawa. Parallèlement, il suivit le cours d'officier du Corps d'entraînement des officiers canadiens de l'armée canadienne. Cela lui permit d'obtenir le grade de sous-lieutenant, d'obtenir le poste de commandant en second du Corps à l'Université d'Ottawa et de devenir instructeur à l'École d'infanterie royale canadienne.
En 1963, il obtient son admission au Barreau du Québec. Il compléta ses études en droit en obtenant, en 1964, un diplôme d'études supérieures de l'Université d'Ottawa.

### Premiers postes professionnels
Au début des années 1960, il combine l'enseignement (il devint professeur aux facultés de droit et de commerce de l'université d'Ottawa de 1962 à 1965) et la pratique du droit dans la région d'Ottawa. De 1964 à 1966, il occupe un poste de maître de recherche à Tanger au Maroc, au Centre africain de formation et de recherche administrative pour le développement. De retour au Québec en 1966, il mit en place le Service de la coopération avec l'extérieur du ministère des Affaires culturelles du Québec, puis en fut le directeur jusqu'en 1968. Ses premiers contacts avec la diplomatie internationale, il les obtient lors de l'Expo 67, avec mandat du gouvernement du Québec de coordonner les visites des chefs d'État. Il reprend du service pour le gouvernement québécois en 1968 en organisant l'Office franco-québécois pour la jeunesse, dont il est secrétaire général conjoint de 1968 à 1970, puis président du conseil d'administration de 1970 à 1976.

### Carrière politique
Il entreprend une carrière politique en 1970, en étant élu député une première fois pour le Parti libéral du Québec dans la circonscription de Deux-Montagnes, puis une seconde fois en 1973. Il est nommé ministre des Communications par le premier ministre Robert Bourassa le 12 mai 1970 (poste qu'il cumulera avec celui de ministre de la Fonction publique du 6 octobre 1970 au 12 mai 1972), puis ministre des Affaires culturelles du 5 août 1975 au 26 novembre 1976. Lors des élections générales de 1976, il perd sa circonscription aux mains de Pierre de Bellefeuille du Parti québécois.
Pendant son séjour politique au gouvernement québécois, il est en outre responsable du Haut-Commissariat à la jeunesse, aux loisirs et aux sports, du 12 mai jusqu'en décembre 1970, puis chargé de l'Office franco-québécois pour la jeunesse, du 12 mai 1970 au 26 novembre 1976. Lors du référendum de 1980, il s'implique dans le camp du OUI.

### L'entre-deux politique
Hors des projecteurs des affaires publiques, il reprend sa carrière d'avocat dans le cabinet Langlois, Trudeau, Tourigny, de 1976 à 1981, tout en devenant chargé de projet à l'École nationale d'administration publique (ENAP). En 1981, il concrétise une carrière diplomatique en tant que délégué général du Québec à Bruxelles, de 1981 à 1984, puis consul honoraire de Belgique à Québec de 1985 à 1988. Il lance également sa propre entreprise, Jean-Paul L'Allier et Associés, qui offre un service de conseil en affaires publiques, de 1984 à 1989.

### Maire de Québec
Le 5 novembre 1989, il est élu maire de Québec pour la première fois, sous la bannière du Rassemblement populaire (RP) et succède ainsi à Jean Pelletier. Il est réélu en 1993, 1997 et 2001 (lors des fusions municipales de 2001, le RP est remplacé par le Renouveau municipal de Québec (RMQ)). 
En 1993, il préside à la création de l'Organisation des villes du patrimoine mondial à Fès au Maroc. En janvier 1995, il est élu président de la Communauté urbaine de Québec. Il est alors également vice-président de l'Association internationale des maires responsables des capitales et métropoles partiellement ou entièrement francophones.
Parmi ses réalisations, on compte la revitalisation du centre-ville de Québec et plus particulièrement du quartier Saint-Roch, ainsi que la renaturalisation des berges de la Rivière Saint-Charles. La formation de la « grande ville » de Québec, lors des réorganisations municipales québécoises, marque également son mandat.
Avant les élections de novembre 2005, il annonce qu'il quittera la chefferie de son parti et qu'il ne sera pas à nouveau candidat à la mairie. Son successeur au RMQ, Claude Larose, ne réussit pas à remporter le poste de maire qu'il perd aux mains d'Andrée P. Boucher, mais son équipe est élue majoritairement au conseil municipal.
Jean-Paul L'Allier est associé au cabinet d'avocats Langlois Kronström Desjardins de janvier 2006 à janvier 2013, à titre de conseiller stratégique en développement des affaires. Il a également été professeur invité à l'Université Laval de janvier 2006 à décembre 2009, aux activités d'enseignement et de recherche de l'École supérieure d'aménagement du territoire et de développement régional, des départements de science politique, de géographie, d'information et de communication.

## Implication culturelle
Jean-Paul L'Allier a été reconnu comme un défenseur des arts et de la culture. Il fut élu président du conseil d'administration du Théâtre du Nouveau Monde, en décembre 1978, et fut par la suite à la tête de sa fondation. Il fut président du Grand Théâtre de Québec. Il a signé de sa plume des collaborations avec le journal Le Devoir, de 1984 à 1987, rassemblées dans le livre Les années qui viennent aux Éditions Boréal en 1987.

## Distinctions
Jean-Paul L'Allier reçut un grand nombre de distinctions principalement après son retrait de la vie politique, au cours des années 2000.

### Ordres
- Officier de l'Ordre national de la Légion d'honneur (12 mai 1992)[3]
- Commandeur de l'Ordre de la Pléiade (11 mars 2003)[3]
- Officier de l'Ordre national du Québec (juin 2004)[3]
- Commandeur de l'Ordre de Léopold (26 septembre 2005)[3]
- Commandeur de l'Ordre national de la Légion d'honneur (7 octobre 2005)[3]
- Ordre du Mérite de la section de droit civil de l’université d’Ottawa (6 septembre 2006)[3]

### Doctorats honorifiques
- Docteur honoris causa de l'Institut national de la recherche scientifique (16 mai 2006)[3]
- Docteur honoris causa en droit de l’Université Montesquieu Bordeaux IV (3 octobre 2002)

### Prix
- 2001 : Prix Gérald-Dame du Regroupement des centres-villes et des artères commerciales
- 2003 : Prix Blanche-Lemco-Van Ginkel
- 2005 : Prix d'honneur de la Société des relations internationales de Québec
- 2006 : Prix René-Chaloult de l'Amicale des anciens parlementaires du Québec[3]
- 28 mars 2008 : Fait membre de l'Académie des Grands Québécois[3]
- 2 juillet 2008 : Médaille de la Ville de Québec[3]

Prix nommés en son honneur :
- 2007 : Création du Prix Jean-Paul L'Allier par l’Organisation des villes du patrimoine mondial remis tous les deux ans à une ville, membre de l’organisation, qui se sera distinguée dans la conservation ou la gestion de son patrimoine ;
- 2008 : Création du Prix Jean-Paul-L'Allier par l’Ordre des urbanistes du Québec remis à un élu qui s'est distingué par sa vision, son leadership et ses réalisations en urbanisme et en aménagement du territoire.

### Hommages
- 14 septembre 2017[9] : le jardin de Saint-Roch est renommé jardin Jean-Paul-L'Allier en son honneur.